# Tsjet
Tsjet (Russisch: Чет) was een legendarische prins van de Gouden Horde die zich in 1330 tot het christendom bekeerd zou hebben. 
Onderweg naar Moskou stopte Tsjet aan de samenvloeiing van de Kostroma en de Wolga om te rusten. Hier kreeg hij een visioen van de Maria met het kind Jezus, aanbeden door de apostel Filippus en de martelaar-bisschop Hypatius van Gangra. Onder de indruk hiervan liet hij zich dopen, waarbij hij de naam Zacharia aannam. Op de plaats van het visioen liet hij het Ipatjev-klooster bouwen. 
Tsjet wordt voor het eerst vermeld in 17e-eeuwse kronieken. Hierin werd verteld dat Boris Godoenov van hem af zou stammen. Dergelijke romantische genealogieën waren in die tijd in heel Europa populair. Dit werd overgenomen in de Geschiedenis van Rusland (История государства Российского) van Nikolaj Karamzin, hetgeen Poesjkin bij zijn Boris Godoenov inspireerde. Via Godoenov claimen verschillende vooraanstaande Russische families van Tsjet af te stammen.
Het bestaan van deze persoon is zeer omstreden. De waarschijnlijkheid dat een lid van de machtige Gouden Horde een christelijk visioen kreeg en zich aansloot bij de toen onbeduidende vazalstaat Moskovië lijkt gering, temeer er geen eigentijdse bronnen hiervoor bestaan.